# Tratado Mallarino-Bidlack

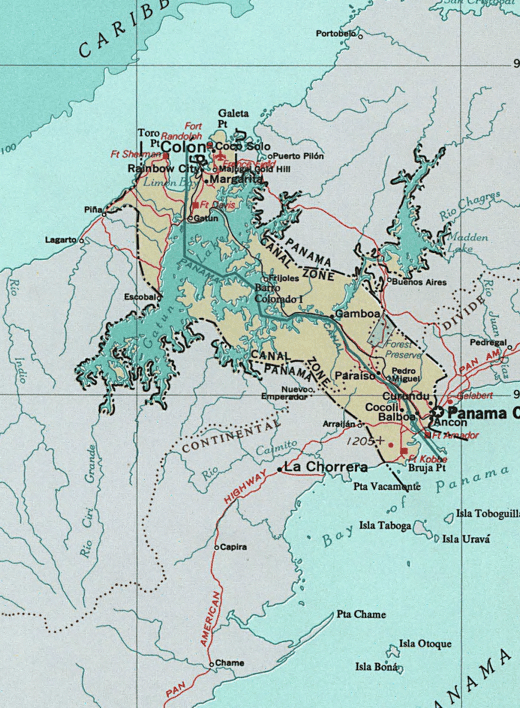
Mapa da Zona do Canal

O Tratado Mallarino-Bidlack foi um tratado firmado em 12 de dezembro de 1846 entre Nova Granada (atual Colômbia) e os Estados Unidos. Seu nome oficial era Tratado de Paz, Amistad, Navegación y Comercio (Tratado de Paz, Amizade, Navegação e Comércio) e foi, essencialmente, um tratado de reciprocidade comercial entre os dois países. Porém, também foi a primeira ação jurídica em que os Estados Unidos intervinham economicamente no Istmo do Panamá, que nessa época pertencia a Nova Granada.